# 雷挺婕
雷　挺婕（らい　ていしょう、拼音: Léi Tǐngjié レイ・ティンジェ、英語: Lei Tingjie、1997年3月13日 -  ）は、中華人民共和国のチェスプレーヤー。グランドマスター。

## 経歴
2014年、無錫市で開催された第4回China Women Masters Tournamentで優勝し 、 FIDEからウーマングランドマスター（WGM）の称号を授与された。 2015年、モスクワオープンの女子オープンイベントで優勝した。同年、2015年世界女子チェス選手権に出場。 同年12月、第32回ベーブリンゲン国際オープンで7/9ポイントを獲得し、Alexander Zubarev、Olexandr Bortnyk、Jure Skoberne、Maximilian Neefと同率1位になった。
2016年、ドバイで開催されたAsian Nations Cupの女子イベントで中国チームとして出場し、優勝した。2017年3月、FIDEからグランドマスターの称号を授与された。 6月、無錫市で開催された第6回Chinese Women's Masters Tournamentで優勝した。  12月、リヤドで開催された世界女子ラピッドチェス選手権で銀メダルを獲得した。
2018年1月、第43回Sevilla International Chess Openで優勝した。